# WWF次重量級冠軍
WWF次重量級冠軍（英語：WWF Junior Heavyweight Championship），是隸屬於世界摔角娛樂的前身，也就是世界摔角聯盟的一退役冠軍項目。WWF次重量級冠軍成立於1967年的，退役於1985年。